# Triacanthagyna ditzleri
Triacanthagyna ditzleri – gatunek ważki z rodziny żagnicowatych (Aeshnidae). Występuje na terenie Ameryki Południowej i Karaibów.